# فالتر جيلر
فالتر جيلر (بالألمانية: Walter Giller)‏ هو ممثل ألماني، ولد في 23 أغسطس 1927 في ألمانيا، وتوفي بنفس المكان في 15 ديسمبر 2011 بسبب سرطان الرئة.

## أعمال

### أفلام
- (1952) لص بغداد

## وصلات خارجية
- فالتر جيلر على موقع IMDb (الإنجليزية)
- فالتر جيلر على موقع مونزينجر (الألمانية)
- فالتر جيلر على موقع ألو سيني (الفرنسية)
- فالتر جيلر على موقع ميوزك برينز (الإنجليزية)
- فالتر جيلر على موقع أول موفي (الإنجليزية)
- فالتر جيلر على موقع قاعدة بيانات الأفلام السويدية (السويدية)
- فالتر جيلر على موقع ديسكوغز (الإنجليزية)
- فالتر جيلر على موقع قاعدة بيانات الفيلم (الإنجليزية)
- فالتر جيلر على موقع كينوبويسك (الروسية)